# 9322 Lindenau
A 9322 Lindenau (ideiglenes jelöléssel 1989 AC7) a Naprendszer kisbolygóövében található aszteroida. Freimut Börngen fedezte fel 1989. január 10-én.